# Bert van Lingen
Bert van Lingen (Delft, 28 december 1945) is een Nederlandse voetbalcoach.

## Carrière

### Clubtrainer
Van Lingen speelde voor de amateurclubs Concordia en DHC. Hij deed het CIOS met specialisaties voetbal en atletiek. Van Lingen was tijdens zijn militaire dienst drie jaar de assistent van Jan Zwartkruis bij het Nederlandse Militair Elftal. Hij keerde nog kort terug bij DHC en werd in 1969 assistent van Cor van der Hart bij Holland Sport. Hij was in het seizoen 1970/71 assistent van Ad Zonderland, en later ad-interim hoofdtrainer bij De Graafschap. Hij was daarna tot medio 1973 assistent bij FC Groningen en trainer van het B-team. Hij zou daar voor drie jaar aan de slag gaan als hoofdtrainer wat hem destijds met 27-jaar de jongste trainer in de Eredivisie zou maken. Van Lingen werd echter afgekeurd vanwege een liesblessure. Hij werd toen ambtenaar sportzaken in Delft.

### Bondstrainer
In 1979 kwam de toen 34-jarige Van Lingen in dienst bij de KNVB. In eerste instantie werd hij jeugdtrainer en kreeg hij verscheidene nationale jeugdteams onder zijn hoede. Hij was actief voor Jeugdplan Nederland en was assistent bij het Nederlands amateurvoetbalelftal. Van Lingen was tussen 1979 en 1986 en tussen 1989 en 1991 bondscoach van het Nederlands vrouwenvoetbalelftal. Hij was in 1983 als assistent van trainer Kees Rijvers op het Wereldkampioenschap -20. Spelers die toen deel uitmaakten van de selectie waren onder andere Marco van Basten en Mario Been. Nadien werd Van Lingen assistent van bondscoach Rinus Michels. Hij was in die functie de opvolger van Dick Advocaat.
Samen met Michels trok Van Lingen in 1988 met Oranje naar het Europees Kampioenschap in West-Duitsland. Nederland won de finale en pakte voor het eerst goud op een landentoernooi. Van Lingen bleef assistent-bondscoach, maar hij ontfermde zich ook nog steeds over de nationale jeugdwerving. Verder schreef hij boeken over het trainerschap. In 1992 werd Advocaat bondscoach. Van Lingen zelf bleef werkzaam als hulptrainer. In 1994 trok hij samen met Advocaat naar het Wereldkampioenschap in de Verenigde Staten. In de groepsfase van dat toernooi zat Oranje in dezelfde groep als onder meer België en bestond de selectie uit spelers als Frank de Boer, Danny Blind en Dennis Bergkamp.

### Assistent van Dick Advocaat
In 1998 volgde Van Lingen Advocaat opnieuw. De twee trokken samen naar Schotland, waar ze Glasgow Rangers trainden. In 2002 werd Advocaat voor de tweede keer aangesteld als bondscoach van Nederland. Van Lingen bleef zich bezighouden met de coördinatie van de nationale jeugdploegen. In 2004 trok hij met Oranje naar het Europees Kampioenschap in Portugal. Advocaat en Van Lingen konden toen rekenen op namen als Patrick Kluivert, Arjen Robben en Wesley Sneijder. Aan de samenwerking met de KNVB kwam in 2009 een einde. Advocaat, op dat ogenblik trainer van Zenit Sint-Petersburg, haalde zijn vroegere assistent naar Rusland. Maar lang duurde het avontuur daar niet, want Advocaat nam ontslag en ging aan de slag bij de Rode Duivels. Van Lingen volgde hem en zag hoe Advocaat Marc Wilmots koos als tweede hulptrainer.
In 2010 stopte voor het eerst sinds lang de samenwerking tussen Advocaat en Van Lingen: Advocaat keerde terug naar Rusland, terwijl Van Lingen assistent bleef bij de Rode Duivels. Georges Leekens werd de nieuwe bondscoach, maar zag hoe Van Lingen in juni 2010 zijn overeenkomst met de KBVB liet ontbinden. Nadien verhuisde hij net als Advocaat naar Rusland waar hij assistent-trainer was bij de nationale ploeg van Rusland. Die rol vervulde hij naast Advocaat ook in 2014 bij het Servisch voetbalelftal. In 2015 volgde Van Lingen Advocaat bij Sunderland AFC.

## Persoonlijk
Van Lingen is de echtgenoot van Vera Pauw. Op 4 december 2018 werd hij door de KNVB benoemd tot Bondsridder.